# Ременезуб Карл-Хубса
Ременезуб Карл-Хубса (Mesoplodon carlhubbsi) — кит з роду Ременезуб, родини Дзьоборилові. Через будову зубів його плутали з китом Стейнегера, і лише в 1963 році американський зоолог Дж. Мур виділив новий вид, указавши його чіткі відмінності — дві пари виїмок у основі рострума на черепі.